# Euphorbia schinzii
Euphorbia schinzii är en törelväxtart som beskrevs av Ferdinand Albin Pax. Euphorbia schinzii ingår i släktet törlar, och familjen törelväxter. Inga underarter finns listade i Catalogue of Life.

## Bildgalleri

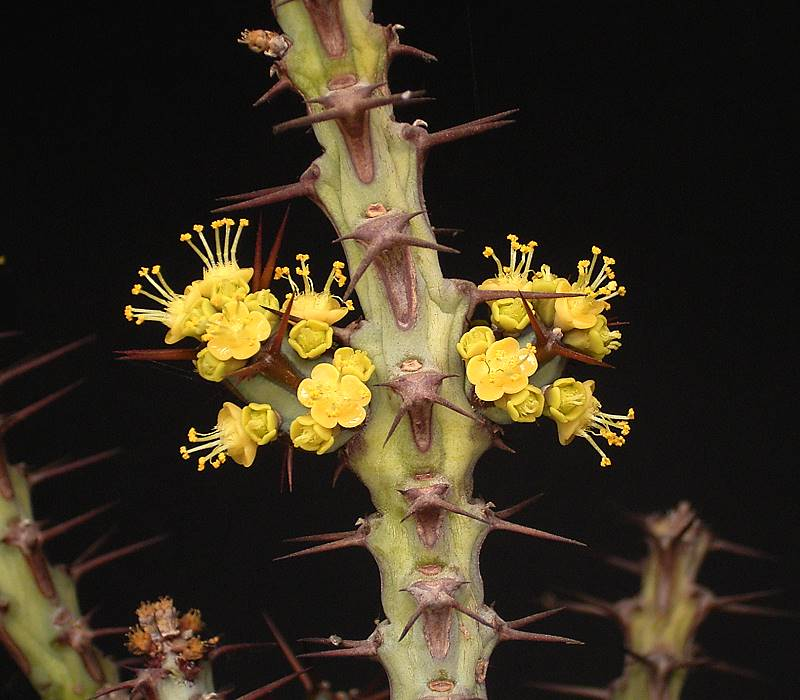
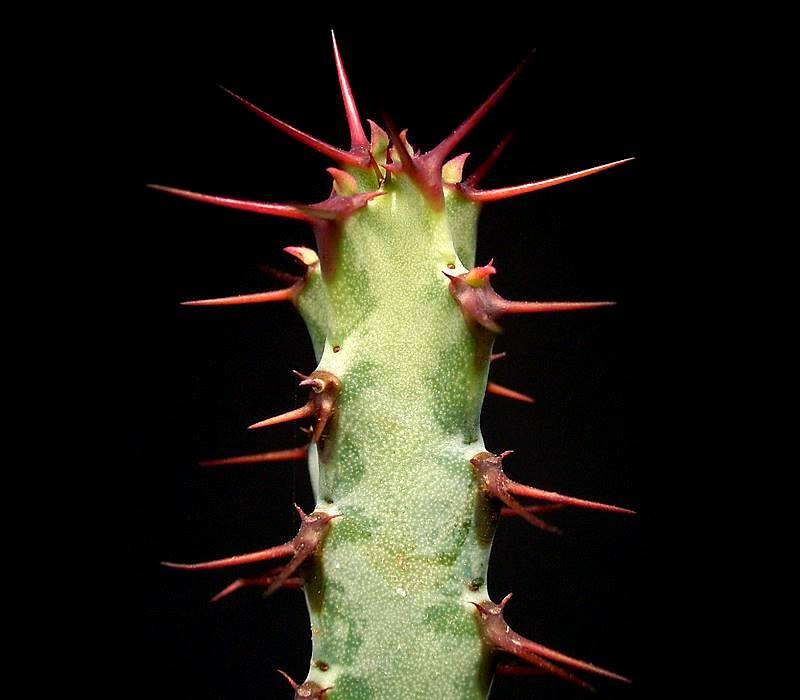
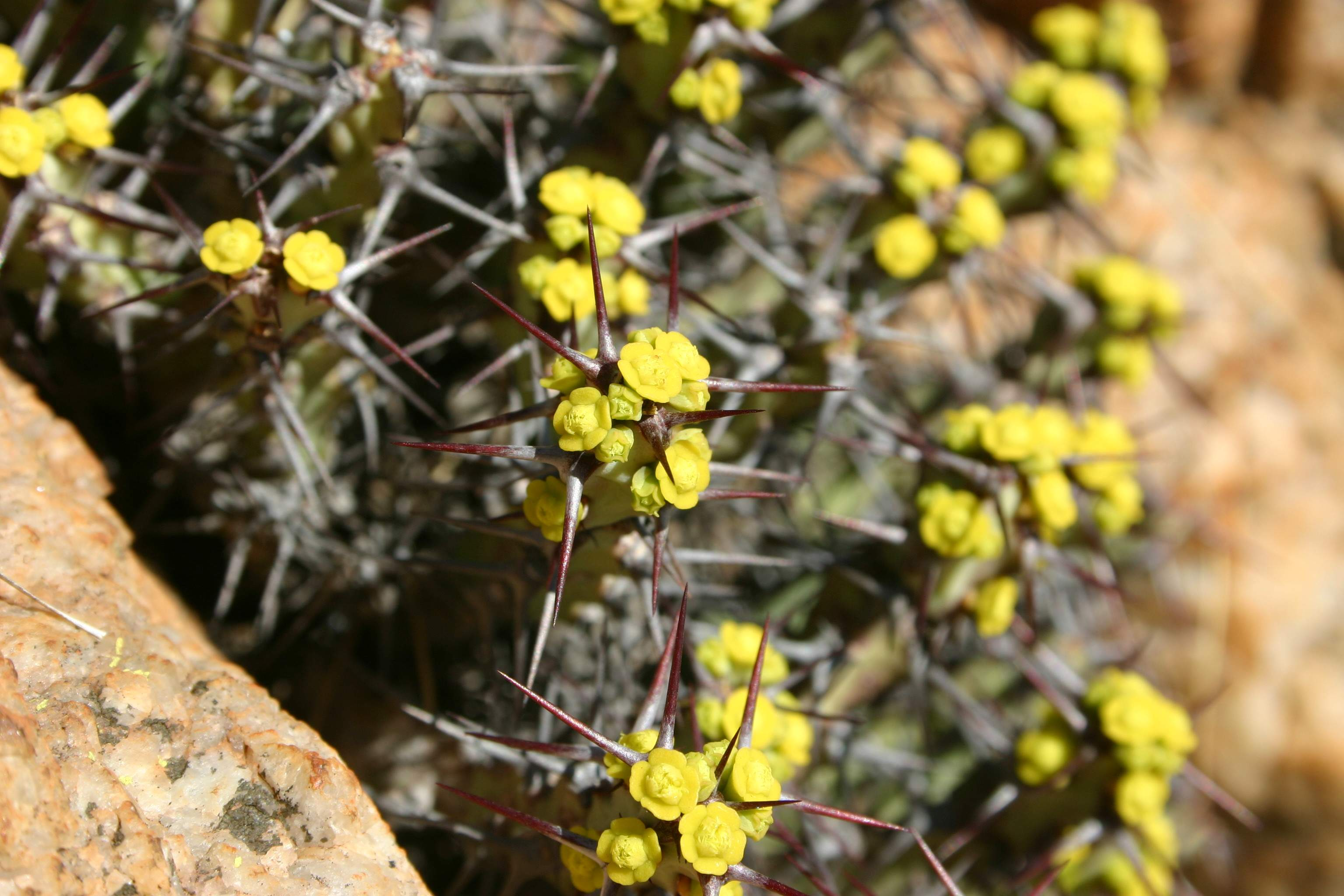
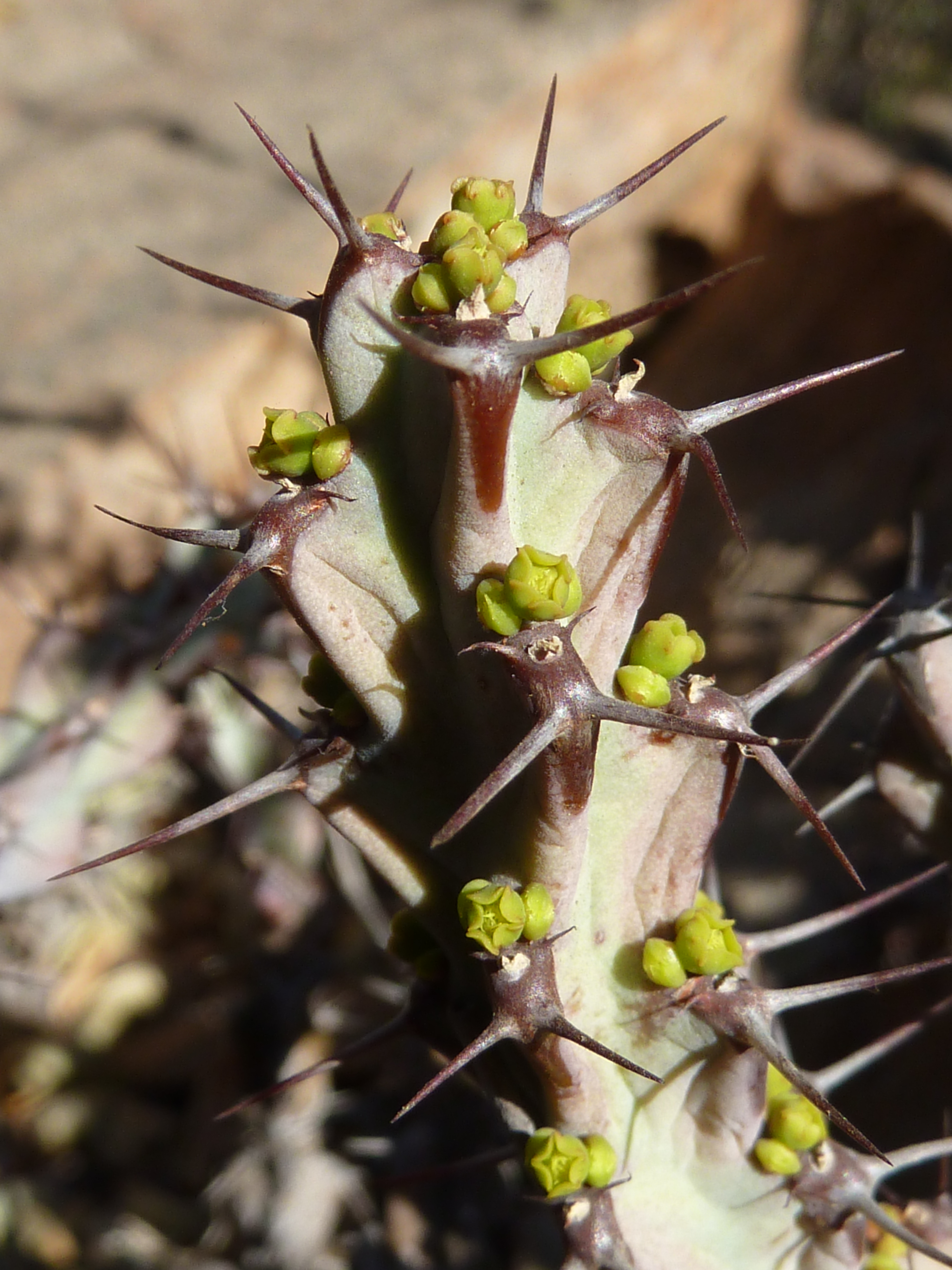
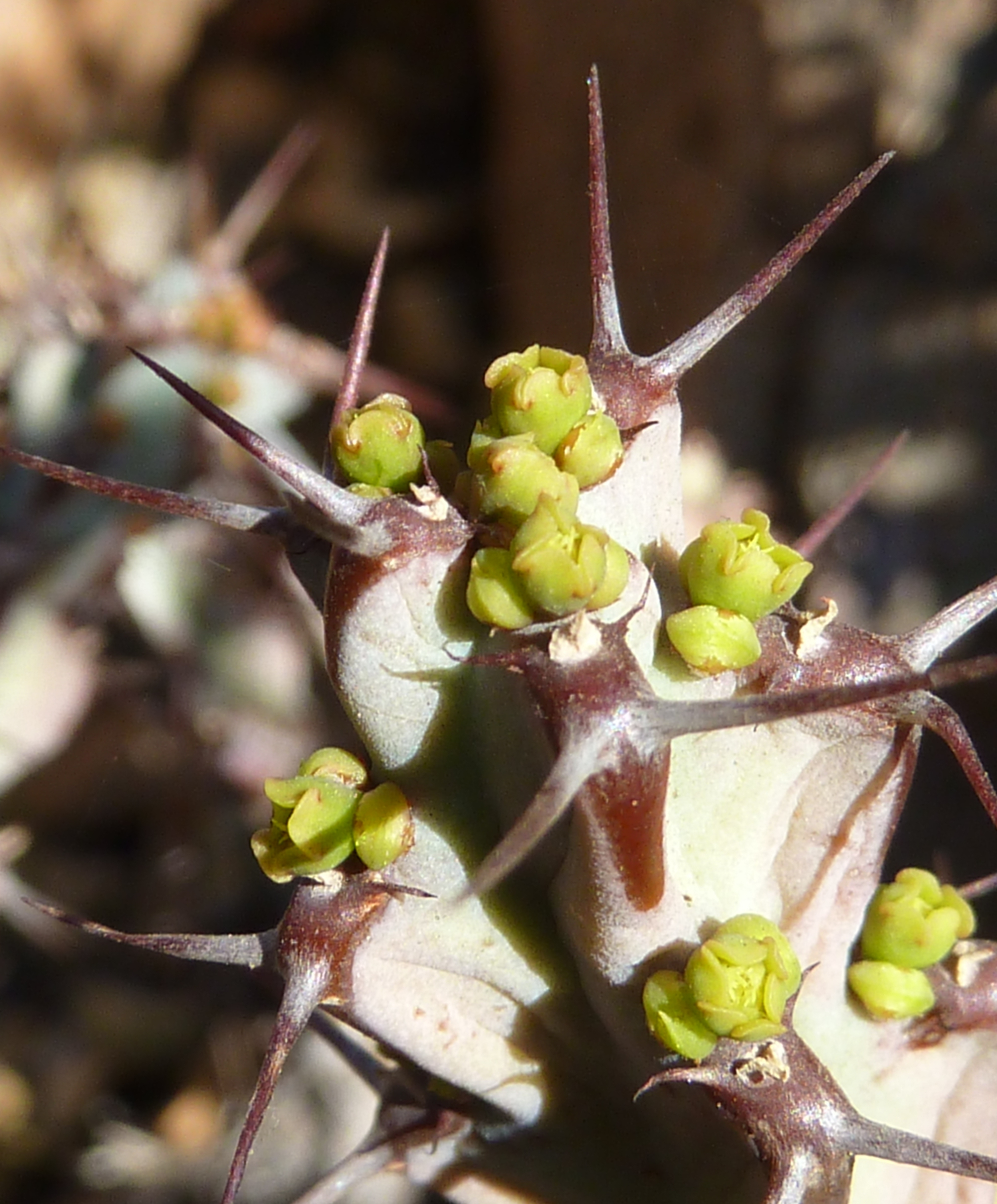